# 岡幸恵
岡 幸恵（おか ゆきえ、1960年12月21日 - ）は、日本の元女優。東京都出身。テアトル・ド・ポッシュに所属していた。

## 人物
知人を訪ねて後に所属となるテアトル・ド・ポッシュに行ったところ、そこでスカウトされて芸能界入りする。1970年代後半から1980年代にかけて、テレビドラマなどで活躍する。
成城大学文学部英文学科に在籍していた。1979年のテレビドラマ「花よめは16歳」でデビュー。中田喜子が目標と話していたことがある。
現在は、芸能界から引退している。

## 主な出演作品

### 映画
- 童貞物語（1986年、東映） - 麻生栄子

### テレビドラマ
- 花よめは16歳（1979年 - 1980年、ANB）
- スターダッシュNo.1!（1980年、TBS） - 梨本民子
- 笑って!笑って!!60分 （1980年 - 1981年、TBS）
  - 「薔薇心中」  - 島ちあき
  - 「病院コント」  - 幸恵
- なかよしケンちゃん （1981年 - 1982年、TBS） - サヤカ
- 文吾捕物帳 第7話「めばるが泣いた女風呂」（1981年、ANB）
- Gメン'75（TBS）
  - 第349話「カムバック・サーモン殺人事件」（1982年） - 坂本の姉
- Gメン'82 第13話「赤いサソリVS香港少林寺」（1983年） - 沢田桐子
- ザ・サスペンス / 殺意の肖像（1982年、TBS）
- 噂の刑事トミーとマツ 第2シリーズ 第39話「進めトミマツ! 人間戦車だ!!」（1982年、TBS / 大映テレビ）- 沢本美穂子
- 大奥 第31話「暴かれた禁男の園」・第32話「永遠の処女」（1983年、KTV） - およの
- 特捜最前線 第331話「小さな紙吹雪の叫び!」（1983年、ANB）
- 新ハングマン 第13話「天使を喰うハイエナ病院」（1983年、ABC） - 上原美和子
- 暴れん坊将軍II（ANB / 東映）
  - 第29話「かしまし姉妹の盗み酒!」（1983年） - てい
  - 第65話「男無用 む組の喧嘩!」（1984年） - お仲
- 事件記者チャボ! 第19話「ビックリ! チャボの大変装!?」（1984年、NTV/ユニオン映画） - 百合子
- 宇宙刑事シャイダー 第20話「不思議ソング」（1984年、ANB） - 教師
- 花王 愛の劇場 （TBS） 
  - その時、妻は（1984年）
  - 遥かなり母と娘の旅路（1984年）
- 太陽にほえろ! 第629話「ドリーム」（1984年、NTV / 東宝） - クラブ会員
- 必殺シリーズ（ABC）
  - 必殺橋掛人 第9話「柴又帝釈天のトラを探ります」（1985年） - お里
  - 必殺仕事人V・激闘編 第12話「頼み人は津軽のあやつり人形」（1986年） - こゆき
- 影の軍団・幕末編 第30話「女は二度燃える」（1985年、KTV）
- スーパーポリス 第12話「見てろ女ども! ダサい男の復讐」（1985年、TBS）
- 誇りの報酬 第24話「愛は永遠に…」（1986年、NTV / 東宝） - 調査事務所受付嬢